# Сахновский, Константин Викторович
Константин Викторович Сахновский (14 декабря 1879 года – 9 декабря 1971 года) — русский и советский военный инженер и учёный, специалист в области железобетонных конструкций, доктор технических наук, генерал-майор инженерно-технической службы. Заслуженный деятель науки и техники РСФСР. Действительный член Академии строительства и архитектуры СССР (с 1957 г.).

## Биография
- 1898 — окончил Полтавский кадетский корпус;
- 1901 — окончил Николаевское инженерное училище;
- 1908 — окончил Николаевскую инженерную академию (Петербург);
- 1910—1914 — работал на строительстве Кронштадтской крепости;
  - 1911—1914 — также, на строительстве крепостей и открытых инженерных сооружений на острове Березань (акватория Чёрного моря);
- 1914—1918 — работал на строительстве Свеаборгской крепости;
- 1918—1922 — работал на строительстве Нижне-Свирской ГЭС и других объектах .
- 1918—1932 — преподавал в Военно-технической академии РККА.
  - Одновременно (1925—1936) работал в тресте «Ленинградстрой», «Машиностройпроект» и других.
- 1936—1941 — профессор Ленинградского института инженеров гражданского воздушного флота.
- С 1941 года — профессор Ленинградской военно-воздушной инженерной академии.

К.В. Сахновский принимал активное участие в проектировании шахтных пусковых установок и защищённых пунктов управления.
Скончался 9 декабря 1971 года в Ленинграде. 
Похоронен на Серафимовском кладбище.

## Награды
- орден Святого Владимира 4-й ст. (ВП 26.01.1914).

Награды РККА: 
- орден Ленина,
- орден Ленина,
- орден Красного Знамени,
- орден Красной Звезды,
- орден Красной Звезды,
- орден Знак Почета,
- медали[какие?].